# We Sing. We Dance. We Steal Things.
We Sing. We Dance. We Steal Things. ist das dritte Studioalbum des US-amerikanischen Singer-Songwriters Jason Mraz, das im Mai 2008 erschien.

## Entstehung und Veröffentlichung
Die Erstveröffentlichung von We Sing. We Dance. We Steal Things. erfolgte am 12. Mai 2008 bei Atlantic Records. Das Album erschien in seiner Originalausführung als CD und Download mit zwölf Titeln (Katalognummer: 448508-2). Am Tag seiner Erstveröffentlichung erschien auch eine digitale Deluxeversion. Diese sogenannte „Bonus Track Version“ umfasst zwölf zusätzliche Liveaufnahmen. In Japan erschien Ende Mai eine Ausführung mit den Bonustiteln Life Is Wonderful und Man Gave Names to All the Animals. Am 15. Mai 2015 erschien das Album erstmals als LP-Ausführung (Katalognummer: 7567993849).
Geschrieben wurden alle Lieder vom Interpreten selbst, sechs Titel davon alleine von ihm. Für die Produktion aller Lieder zeichnete Martin Terefe verantwortlich. Die Arbeit am Album wurde im Rahmen der Serie „Crazy Man’s Ju-ju“, die im Video-Portal YouTube erschien, dokumentiert. Sie enthält Szenen der Sessions aus San Diego und London, wo die meisten Studioaufnahmen stattfanden. Das Album enthält unter anderem zwei Lieder, die mit Colbie Caillat (Lucky) und James Morrison (Details in the Fabric) aufgenommen wurden. Bei dem Titel Coyotes ist im Hintergrund die Stimme, der bis dato noch unbekannten britischen Sängerin, Rita Ora zu hören.
Um die Veröffentlichung des Albums zu bewerben, erschienen im Vorfeld die EP We Sing. (18. März 2008) und We Dance. (15. April 2008).

## Stil
Das E-Zine laut.de sieht in We Sing, We Dance, We Steal Things eine Mischung aus Funk, Soul und R&B. Außerdem sei der Song I’m Yours, der auch als Single ausgekoppelt wurde, vom Reggae beeinflusst und klinge stilistisch ähnlich wie Jack Johnsons Musik. Der bläserlastige Track Make it Mine erinnere an die französische House-Band Phoenix. In Richtung Folk gehe die Kollabo-Nummer Details in the Fabric, als experimentell wird das von der elektronischen Tanzmusik beeinflusste Lied Coyotes bezeichnet.

## Titelliste
1. Make It Mine – 3:08
2. I’m Yours – 4:03
3. Lucky (feat. Colbie Caillat) – 3:09
4. Butterfly – 5:00
5. Live High – 4:12
6. Love for a Child – 4:06
7. Details in the Fabric (feat. James Morrison) – 5:45
8. Coyotes – 3:38 (Begleitgesang: Rita Ora)
9. Only Human – 4:03
10. The Dynamo of Volition – 3:36
11. If It Kills Me – 4:34
12. Beautiful Mess – 8:09

Bonustitel
1. Life Is Wonderful – 4:39
2. Man Gave Names to All the Animals – 4:16

## Rezension
Die Rezension fiel in den sowohl in den deutschsprachigen als auch in den englischsprachigen Medien positiv aus. So begrüßt das E-Zine laut.de die kommerzielle Ausrichtung des Albums.

„Mit "We Sing, We Dance, We Steal Things" ist dem Singer/Songwriter ein rundum gelungenes Album geglückt, das lautstark an die Pforten des Mainstream klopft, aber bei aller Zugänglichkeit und Lieblichkeit eine unaufdringliche Eigenständigkeit an den Tag legt. Dieses musikalische Konzept dürfte aufgehen.“

Das Internetportal CDstarts.de lobt die Mischung vieler Musikstile und Mraz’ Stimme.

„Die vielen Namen mit denen Jason Mraz verglichen wird, machen das Besondere – nämlich die Vielfältigkeit – dieses Singer/Songwriters aus.“

Das österreichische Magazin now! sieht in We Sing. We Dance. We Steal Things eine gelungene Platte für den Sommer, die Jack Johnson Konkurrenz macht. Der All Music Guide unterstreicht in seiner Kritik die Einfachheit des Albums.

## Kommerzieller Erfolg

### Chartplatzierungen
| ChartsChartplatzierungen       | Höchstplatzierung | Wochen |
| ------------------------------ | ----------------- | ------ |
| Deutschland (GfK)              | 14 (33 Wo.)       | 33     |
| Österreich (Ö3)                | 4 (17 Wo.)        | 17     |
| Schweiz (IFPI)                 | 12 (63 Wo.)       | 63     |
| Vereinigte Staaten (Billboard) | 3 (99 Wo.)        | 99     |
| Vereinigtes Königreich (OCC)   | 8 (44 Wo.)        | 44     |

| ChartsJahrescharts (2008)      | Platzierung |
| ------------------------------ | ----------- |
| Deutschland (GfK)              | 100         |
| Österreich (Ö3)                | 64          |
| Schweiz (IFPI)                 | 64          |
| Vereinigte Staaten (Billboard) | 68          |

| ChartsJahrescharts (2009)      | Platzierung |
| ------------------------------ | ----------- |
| Schweiz (IFPI)                 | 67          |
| Vereinigte Staaten (Billboard) | 28          |
| Vereinigtes Königreich (OCC)   | 50          |

### Auszeichnungen für Musikverkäufe
| Land/Region                  | Auszeichnungen für Musikverkäufe (Land/Region, Auszeichnung, Verkäufe) | Verkäufe  |
| ---------------------------- | ---------------------------------------------------------------------- | --------- |
| Australien (ARIA)            | 2× Platin                                                              | 140.000   |
| Belgien (BRMA)               | Gold                                                                   | (15.000)  |
| Dänemark (IFPI)              | 2× Platin                                                              | (40.000)  |
| Deutschland (BVMI)           | Gold                                                                   | (100.000) |
| Europa (IFPI)                | Platin                                                                 | 1.000.000 |
| Frankreich (SNEP)            | 3× Platin                                                              | (300.000) |
| Irland (IRMA)                | Gold                                                                   | (7.500)   |
| Japan (RIAJ)                 | Gold                                                                   | 100.000   |
| Kanada (MC)                  | 4× Platin                                                              | 320.000   |
| Neuseeland (RMNZ)            | 2× Platin                                                              | 30.000    |
| Niederlande (NVPI)           | Gold                                                                   | (30.000)  |
| Portugal (AFP)               | Gold                                                                   | (10.000)  |
| Schweden (IFPI)              | Gold                                                                   | (20.000)  |
| Schweiz (IFPI)               | Platin                                                                 | (30.000)  |
| Singapur (RIAS)              | 2× Platin                                                              | 20.000    |
| Vereinigte Staaten (RIAA)    | 4× Platin                                                              | 4.000.000 |
| Vereinigtes Königreich (BPI) | Platin                                                                 | (300.000) |
| Insgesamt                    | 7× Gold · 22× Platin ·                                                 | 5.610.000 |